# 坦柏利體育會
坦柏利體育會（西班牙語：Club Atlético Temperley），一般稱為坦柏利，是阿根廷的一支足球會，現時於阿根廷足球全國聯賽作賽。他們在阿根廷聯賽擴充後從阿乙升班。除了足球隊之外，坦柏利仍有多支球隊，包括籃球、田徑、拳擊、室內足球、柔道、游泳及網球等。